# غابرييل بايز
غابرييل بايز (بالإسبانية: Gabriel Báez)‏ هو لاعب كرة قدم أرجنتيني في مركز الدفاع، ولد في 21 يوليو 1995 في بوينس آيرس في الأرجنتين. لعب مع نيولز أولد بويز.

## وصلات خارجية
- غابرييل بايز على موقع قاعدة بيانات كرة القدم.إي يو (الإنجليزية)
- غابرييل بايز على موقع Soccerway.com (الإنجليزية)